# Cydia latiferreana
The Filbertworm Moth (Cydia latiferreana) là một loài bướm đêm thuộc họ Tortricidae. It was formerly (and sometimes is still) separated in a monotypic genus Melissopus.
Loài này có ở hầu hết Bắc Mỹ. Sải cánh dài khoảng 18 mm. Con trưởng thành bay từ tháng 7 đến tháng 10 tùy theo địa điểm.
The larvae (filbertworms) feed on the seeds of Quercus alba, Quercus macrocarpa, Quercus rubra và Quercus velutina.